# Juleferie
Juleferie er en periode i december, hvor skoler og ungdomsinstitutioner især holder lukket. Denne periode er ofte fra d. 20., 21. eller 22. december til en af de første dage efter nytår. For nogen betegnes juleferien også om perioden fra d. 24. til den 26..
Juleferien afholdes i forbindelse med juleaften og juledagene 25. og 26. december. For manges vedkommende bruges juleferien på julefrokoster og familiebesøg, og julegaver bliver byttet. I 2010'erne er januarudsalget også gået i gang i mange butikker og byer, hvilket har resulteret i at mange benytter juleferien til at sikre sig gode tilbud.